# 1993 في سنغافورة
فيما يلي قوائم الأحداث التي وقعت خلال عام 1993 في سنغافورة.

## سياسة

### تعيين في المنصب
- 1 سبتمبر – أونج تنغ تشيونغ رئيس سنغافورة.

### انتهاء فترة المنصب
- 1 سبتمبر – أونج تنغ تشيونغ رؤساء وزراء سنغافورة.
- 1 سبتمبر – وي كيم وي رئيس سنغافورة.

## مواليد

### فبراير
- 24 فبراير – ليزا ماري وايت

### يونيو
- 6 يونيو – إقبال حسين لاعب كرة قدم سنغافوري.

### يوليو
- 11 يوليو – كلوي دالتون لاعبة اتحاد الرغبي أسترالية.
- 16 يوليو – تان وي هان لاعب تنس الريشة.

### أكتوبر
- 8 أكتوبر – ميغان زهنغ ممثلة سنغافورية.
- 11 أكتوبر – ناتاشا لو مغنية سنغافورية.

### نوفمبر
- 17 نوفمبر – ريان إدواردز لاعب كرة قدم سنغافوري.

## وفيات

### أبريل
- 15 أبريل – ليزلي تشارتريس (مواليد 1907)